# Malatinszky pincészet
A Malatinszky Kúria Szőlőbirtok az egyik legismertebb pincészet a villányi borvidéken. 1997-ben alapította Malatinszky Csaba, korábbi budapesti sommelier, aki borkereskedőként Európa számos borvidékét bejárta az 1990-es években.
Mintegy 28 hektáron dolgozik és évente körülbelül 100 ezer palack bort állít elő. (Saját korábbi elmondása szerint bővíteni szeretné a birtokot, mert a megfelelő méretet elengedhetetlennek tartja a modern borpiacon.) 
Főleg kékszőlőfajtákat termeszt. Ezek: Pinot noir, Kékfrankos, Cabernet sauvignon, Cabernet franc, Merlot. 
Borai: Cabernet sauvignon, Cabernet franc, Cabernet franc barrique, Chardonnay, Pinot noir, Merlot, Cabernoir, Olaszrizling, Kékfrankos. 
A pincészetnek szaküzlete van Budapesten.
A 90-es évek elején az új tapasztalatok, a szakmai munka és a gyarapodó ismeretségek rengeteg lehetőséget nyitottak meg Csaba számára. Alaposan megismerkedett a hazai és külföldi termelőkkel, személyes kapcsolatokat, barátságokat alakított ki velük és elsajátította a borkészítés csínját binját.
1992-ben megnyitotta vinotékáját Budapesten, a József Attila utcában, ahol különleges, magas minőségű, külföldi és magyar borokkal kereskedik, immáron több, mint 22 éve.
Az üzlet nyitásakor már megszületett fejében a saját borászat ötlete is, ennek létrehozására azonban csak 1997-ben került sor, de ebben az évben már az első szüret is lezajlott villányi szőlőjében.
Villány rengeteg lehetőséget nyújt. A bordeaux-i szőlőfajták otthonra leltek itt. Hozzáértő művelésüket és feldolgozásukat gazdagon meghálálják, elegáns, természetes finomságukkal.
A Malatinszky Kúria három kategóriában, klasszikus-Le Sommelier, prémium-Noblesse és szuper prémium-Kúria vonalon készít borokat.
A prémium kategóriájú Noblesse borokat kézzel válogatott szőlőből, préselés nélkül, színléből állítják elő, a szuper prémium Kúria kategóriát pedig kézzel válogatott szőlő, préselés nélküli, szűretlen színlevéből.
Csaba 30 hektárján a chardonnay és a cabernet sauvignon mellett, az abszolút főszerepet a cabernet franc kapta, mely a Malatinszky Kúria zászlósbora. Cabernet Franc borai itthon és nemzetközileg is elismertek, melyet jól bizonyít, hogy a Noblesse Cabernet Franc 2013-ban elnyerte a világ legjobb francjának járó Arany Medál díjat a londoni World Wine Awardson.